# 哈利斯登站
哈利斯登站（英語：Harlesden station）是一個英國國營鐵路公司車站，位於倫敦西北的阿克頓巷，設有倫敦地上鐵和倫敦地鐵貝克盧線列車服務。此處鐵路是東面哈利斯登、石橋住宅區和西面皇家公園工業區的邊界。威爾斯登布倫特側線的南端將此站與西岸主線分隔開來。
此站不應與哈利斯登站 (米德蘭)混淆，該站在1902年關閉，位於鄰近的多丁丘線。

## 歷史
此處的第一個車站是1841年由倫敦及伯明翰鐵路興建的威爾斯登站，被東南面0.5英哩的威爾斯登交匯站取代而於1866年關閉。而在沃特福德直流電鐵線計劃上，新電氣化的近郊鐵路倫敦及西北鐵路的軌道上興建了新站「哈利斯登」站，於1912年6月15日開放。共軌的貝克盧線服務於1917年4月16日開行，途經女王公園站的交匯處。沃特福德交匯至尤斯頓的現代化工程於1922年完工。

## 接駁交通
倫敦巴士187、206、224、226、228、260、487路服務此站。

## 外部連結
- 列车时刻表及车站信息：哈利斯登站，来自英国铁路官方网站